# (18663) Lynnta
(18663) Lynnta (1998 FW42) – planetoida z pasa głównego asteroid okrążająca Słońce w ciągu 3,74 lat w średniej odległości 2,41 j.a. Odkryta 20 marca 1998 roku.